# Marcq-en-Ostrevent
Marcq-en-Ostrevent là một xã ở trong tỉnh Nord ở miền bắc nước Pháp. Xã này có diện tích 6,27 kilômét vuông, dân số năm 1999 là 531 người. Xã nằm ở khu vực có độ cao trung bình 45 mét trên mực nước biển.